# 山形英学校
山形英学校（やまがたえいがっこう）は、明治時代前期に山形に存在した、山形県最初のミッションスクールである。

## 沿革
1887年（明治20年）、仙台神学校（現・東北学院）の押川方義により山形県南村山郡山形（現・山形市旅篭町）に設立され、同年11月21日に始業式を行った。予科2年、本科4年で、英語で各学科を学び、和漢の文学とドイツ語も学ばれた。
県会議員の坂東東一郎が校主に就任し、経営にあたった。校長は押川方義、教頭は松村介石で、英語教師は合衆国・ドイツ改革派教会の宣教師J・P・ムーアとD・B・シュネーダーであった。
日本基督一致教会山形講義所（山形六日町教会）と提携して活動したが、1889年（明治22年）に押川が渡米し、坂東が県議員を辞任して校長に就任した。1891年（明治24年）には経営の悪化により廃校となった。

## 出身者
- 酒井勝軍（中退）